# Philip Turnbull
Philip Bernard Turnbull (Cardiff, 7 d'abril de 1879 – Cardiff, 20 d'octubre de 1930) va ser un jugador d'hoquei sobre herba gal·lès que va competir a principis del segle xx. Era cosí del també jugador d'hoquei sobre herba Bertrand Turnbull.
El 1908 va prendre part en els Jocs Olímpics de Londres, on va guanyar la medalla de bronze en la competició d'hoquei sobre herbal, com a membre de l'equip gal·lès.